# TIMvision
TIMvision (tidigare Cubovision) är en Telecom Italia-tjänst som hanterar online-TV-sändningar och video on demand och som låter användaren se innehåll på begäran gratis eller mot en avgift.
I Videobutiken är det möjligt att individuellt köpa innehåll som filmer och TV-serier; genom prenumerationen kan användaren se de inkluderade kanalerna film, tv-serier, tecknade filmer, dokumentärer och konserter. 
Cubovision ger också fri tillgång till en serie gratis filmer från TV och webben.